# Лесклю Сёренсен, Йёрген
Йорген Лесклю Сёренсен (дат. Jørgen Leschly Sørensen; 24 сентября 1922, Лумбю, Оденсе — 21 февраля 1999, Оденсе) — датский футболист, нападающий.

## Карьера
Йорген Сёренсен родился в деревне Лумбю, близ Оденсе. В этом же городе он начал свою карьеру, выступая сначала за местную молодёжную команду. Оттуда Йорген перешёл в клуб «Оденсе», где провёл 4 сезона. Затем он год играл за «Б-93», куда он попал, после того, как главный тренер «Академиска» сообщил после просмотра, что Сёренсен подходит ему только в качестве резервиста. В этом же сезоне футболист стал победителем и лучшим бомбардиром чемпионата страны. После такого успеха, форвард вернулся в «Оденсе». После Олимпиады, где датчане заняли третье место, Йорген, вместе с Карл Оге Хансеном, перешёл в итальянскую «Аталанту». В составе этой команды футболист дебютировал 11 сентября в матче с «Болоньей» (6:2), а всего за клуб провёл 134 матча и забил 50 голов. В 1953 году датчанин перешёл в «Милан», в котором сыграл первую встречу 13 сентября с «Удинезе». В составе миланцев Йорген на второй сезон стал чемпионом Италии. Период в итальянском футболе был раскрашен для Сёренсена в яркие цвета: он часто проводил шумные вечеринки, пил много алкоголя, не забывая, при этом, о тренировках. В 1955 году он вернулся в Данию. Из-за запрета на участие в чемпионате профессиональных футболистов, Йорген был вынужден играть показательные матчи, организованные Карл Оге Прастом. Лишь в 1958 году профессионалам было дано разрешение играть, и Сёренсен воспользовался этим, проведя сезон в «Оденсе», где он до этого трудился главным тренером. Нападающий выступал за клуб до 1962 года, проведя, в общей сложности, 123 матча и забил 74 гола.  После завершения игровой карьеры Йорген недолго проработал главным тренером «Оденсе». Позже Сёренсен был частью комитета, отбиравшего игроков для сборной Дании, и находился в этой должности до 1979 года.

## Статистика

### Матчи Лесклю Сёренсена за сборную Дании
| Матчи Лесклю Сёренсена за сборную Дании | Матчи Лесклю Сёренсена за сборную Дании | Матчи Лесклю Сёренсена за сборную Дании | Матчи Лесклю Сёренсена за сборную Дании | Матчи Лесклю Сёренсена за сборную Дании | Матчи Лесклю Сёренсена за сборную Дании |
| --------------------------------------- | --------------------------------------- | --------------------------------------- | --------------------------------------- | --------------------------------------- | --------------------------------------- |
| №                                       | Дата                                    | Соперник                                | Счёт                                    | Голы Лесклю Сёренсена                   | Соревнование                            |
| 1                                       | 16 июня 1946                            | Норвегия                                | 1:2                                     | 1                                       | Товарищеский матч                       |
| 2                                       | 23 июня 1946                            | Швеция                                  | 3:1                                     | 1                                       | Товарищеский матч                       |
| 3                                       | 8 июля 1946                             | Норвегия                                | 2:0                                     | —                                       | Товарищеский матч                       |
| 4                                       | 17 июля 1946                            | Исландия                                | 3:0                                     | 1                                       | Товарищеский матч                       |
| 5                                       | 6 октября 1946                          | Швеция                                  | 3:3                                     | 1                                       | Товарищеский матч                       |
| 6                                       | 20 октября 1946                         | Норвегия                                | 7:1                                     | 1                                       | Товарищеский матч                       |
| 7                                       | 15 июня 1947                            | Швеция                                  | 1:4                                     | —                                       | Чемпионат Северной Европы 1937—1947     |
| 8                                       | 26 июня 1947                            | Швеция                                  | 1:6                                     | 1                                       | Товарищеский матч                       |
| 9                                       | 21 сентября 1947                        | Норвегия                                | 5:3                                     | —                                       | Чемпионат Северной Европы 1937—1947     |
| 10                                      | 5 октября 1947                          | Финляндия                               | 4:1                                     | 1                                       | Чемпионат Северной Европы 1937—1947     |
| 11                                      | 12 июня 1948                            | Норвегия                                | 1:2                                     | —                                       | Чемпионат Северной Европы 1948—1951     |
| 12                                      | 13 августа 1948                         | Великобритания                          | 5:3                                     | 1                                       | Олимпийские игры 1948                   |
| 13                                      | 10 октября 1948                         | Швеция                                  | 0:1                                     | —                                       | Чемпионат Северной Европы 1948—1951     |
| 14                                      | 12 июня 1949                            | Нидерланды                              | 1:2                                     | —                                       | Товарищеский матч                       |

Итого: 14 матчей / 8 голов; 7 побед, 1 ничья, 6 поражений.

## Достижения

### Командные
- Чемпион Дании: 1945/1946
- Чемпион Италии: 1954/1955

### Личные
- Лучший бомбардир чемпионата Дании: 1945/1946 (16 голов), 1948/1949 (16 голов)